# Poder Popular

Poder Popular: órgão do Movimento de Esquerda Socialista nasce em Lisboa no ano de 1975 prolongando-se até 1978. Foi dirigido por Fernando Ribeiro Mendes, entre 30 de julho de 1975 e 19 de fevereiro de 1976, por Eduardo Ferro Rodrigues, entre 25 de fevereiro de 1976 e 21 de julho de 1976, e surge como seguimento do jornal semanal do Movimento de Esquerda Socialista: Esquerda Socialista. No geral aborda políticas de esquerda, movimentos revolucionários, proletariado e reforma agrária.
.